# Katrin Rutschow-Stomporowski
Katrin Rutschow-Stomporowski, nemška veslačica, * 2. april 1975, Waren.
Katrin je za Nemčijo nastopila na Poletnih olimpijskih igrah 1996 v Atlanti, 2000 v Sydneyju in 2004 v Atenah.
Olimpijska prvakinja je postala na igrah leta 1996 v dvojnem četvercu in leta 2004 v enojcu. Na igrah v Sydneyju je v enojcu osvojila bronasto medaljo.